# Sara bas Towim
Sara bas Towim (ur. pod koniec XVII wieku w Satanowie na Podolu) – żydowska autorka tchin (hebr. tehinnot – błagania) – pisanych w jidysz modlitw dla kobiet. Jej najsłynniejszym dziełem była „Tchine szlojszim szeorim” („Tchina trzech bram”), ciesząca się dużą popularnością w XVIII i XIX wieku. W tekstach w innowacyjny sposób wykorzystywała elementy autobiograficzne, łącząc zagadnienia domowe i eschatologiczne, co może wyjaśniać skalę zainteresowania jej twórczością.

## Życiorys
Wszystkie informacje, które są o niej znane, pochodzą bezpośrednio z jej tekstów. Pisze o sobie, że jest wnuczką rabbiego Mordocheusza z Brześcia, jednak imię jej ojca – prawdopodobnie Mordocheusza z Satanowa, stosowane jest zamiennie z imionami Jakub lub Izaak. Nie pojawiają się także żadne oficjalne wzmianki o jej mężu, co sprawia, że jej status cywilnoprawny jest trudny do ustalenia. Te niejasności wynikają z problemów bibliograficznych, charakterystycznych dla XVIII i XIX-wiecznych tchin wschodnioeuropejskich, z których większość była drukowana na słabej jakości papierze, nietrwałym drukiem, bez daty i miejsca publikacji. Możemy jednak uznać, że nawet jeśli Sara bas Towim zubożała na starość, pochodziła z bogatej rodziny. We wstępie do swoich tchin pisze, że kiedy przychodziła w młodości do synagogi „wszyscy ubrani byli w biżuterię”, często też zwraca się do bogatych kobiet z przypomnieniem o ich obowiązkach wobec ubogich i chorych.
O swoich tchinach, datowanych na XVIII w., Sara bas Towim pisze, że „zostały wyjęte ze świętych ksiąg”, tym samym podnosząc ich wartość merytoryczną. Jednocześnie nie wypiera się osobistego wkładu w ich powstawanie, pisząc, że „wyszły ze mnie”. Sama skomponowała tylko część ze swoich tekstów, resztę skompilowała z innych dzieł – co było charakterystyczne dla tego rodzaju literackiego. Wykorzystywała w nich także materiały ze swoich innych prac, przez co niektóre zdania powtarzają się wielokrotnie, co może być też skutkiem zmian i modyfikacji drukarskich.

## Twórczość
Jej najsłynniejszym dziełem była „Tchine szlojszim szeorim” („Tchina trzech bram”), poza którą napisała także „Tchine szaar ha-jiched al ojlemes” („Tchinę bramy zjednoczenia eonów”) – modlitwę odmawianą w poniedziałki, czwartki i w dni postu, opartą na Kabale. Tchiny pisane przez Sarę bas Towim opisują historię jej grzechu. Siebie z młodości przedstawia jako próżną kobietę, która zgrzeszyła rozmową w synagodze, za co ponosi konsekwencje na starość – błąkając się i żyjąc w ubóstwie. W przeciwieństwie do wielu jej współczesnych Sara nie krytykuje po prostu złego zachowania kobiet w synagodze, ale przyznaje się do niego i daje świadectwo jego konsekwencji. Cała tchina podzielona jest na trzy części – trzy bramy.

### Pierwsza Brama
Pierwsza Brama oparta jest na trzech micwach, które kobiety mają obowiązek spełniać. Ich pierwsze litery tworzą imię Ch – n – h, Chana, co tłumaczono: chala, nida, czyli przestrzeganie zasad czystości małżeńskiej, i hadlokes hanejr, czyli zapalanie świec. Jest to wielowiekowy rytuał, będący ludowym obrzędem żydowskich kobiet – podczas wszystkich jego etapów odmawiane były fragmenty tchiny Sary, z błaganiami przeznaczonymi również dla patriarchów Izraela. Wzywa ona pradziadków i prababki narodu żydowskiego do pomocy swoim potomkom w przeżyciu dostatnio Nowego Roku, a także przysłania Mesjasza i wskrzeszenia umarłych. Świece były palone zarówno z myślą o żywych, jak i o umarłych – akt zapalania świecy dla zmarłych w synagodze tworzył relację między kobietą a przodkami Izraela, pozwalając jej na ubieganie się o ich pomoc. Tchina ta ustanawia tym samym związek zależności między żywymi a zmarłymi, którzy mogą stać się ich potężnymi orędownikami – autorka po raz pierwszy określa tę wzajemność w Bramie Jedności. W modlitwie zawarte są prośby o mesjańskie odkupienie oraz o wystarczające środki utrzymania na nadchodzący rok, ale tylko wtedy, gdy Mesjasz jednak się nie pojawi – tym samym ustala hierarchię potrzeb.

### Druga Brama
Druga Brama to tchina błogosławieństwa na Rosz Chojdesz, początek miesiąca. Oparta jest w dużej mierze na źródłach kabalistycznych. Zaczyna się od wezwania proroków i Mesjasza do powstania i odkupienia Izraela, następnie czytana jest rozbudowana w języku jidysz parafraza hebrajskiej modlitwy, ogłaszającej Nowy Miesiąc. Potem kontynuowany jest opis raju dla kobiet i następuje ciąg modlitw z prośbami o zdrowie, przebaczenie grzechów i mesjańskie odkupienie.

### Trzecia Brama
Trzecia Brama poświęcona jest Jomim Nojroim – Strasznym Dniom, czyli okresowi refleksji nad własną grzesznością, pomiędzy świętem Rosz ha-Szana a Jom Kippur.
W XIX wieku Sara bas Towim stała się właściwie postacią legendarną, a jej imię zaczęło pojawiać się w innych tekstach literackich pisanych w jidysz. W opowiadaniu I. L. Pereca „Der ziveg; oder, Sore bas toyvim” występuje jako rodzaj wróżki-matki, pomagającej tym, którzy w skupieniu czytają jej dzieła. Napisana przez nią tchina pojawiła się także między innymi w twórczości Szaloma Jakuba Abramowicza (również pod pseudonimem Mendele Mojchera Sforima).